# Teide Nemzeti Park
A Teide Nemzeti Park (spanyolul: Parque Nacional del Teide) a Spanyolországhoz tartozó Tenerife szigeten fekszik, magába foglalja az ország legmagasabb csúcsát, a 3718 méter magas Teide vulkánt. 2007 óta a Világörökség része.

## Földrajz
A 18 990 hektáros Teide nemzeti park a Kanári-szigetek négy nemzeti parkja közül a legnagyobb és 1954-es alapításával a legrégebbi. Tenerife szigetének középső részén, a Teide csúcsa körül terül el. A 3718 méter magas csúcsot egy 17 km átmérőjű ovális, északon nem záródó kaldera veszi körül, az úgynevezett  Circo de Las Cañadas: ez utóbbi szót a Kanári-szigeteken a hegyekkel vagy meredek lejtőkkel körülvett sík területekre alkalmazzák. Ennek déli részén találhatók a Roques de García nevű látványos sziklaalakzatok, köztük a leghíresebb, a Roque Cinchado.
A nemzeti park szinte teljes egész a tenger szintje felett legalább 2000 méterrel fekszik. Ennek köszönhetően a hőmérséklet ingadozása nagy, a napsugárzás és a szelek erősek, jellemző a szárazság. Az átlagosan 350–450 mm csapadék legnagyobb része a téli hónapokban hull, és mintegy harmada hó. A havazásos napok száma évente átlagosan 10. Az átlaghőmérséklet télen 6, nyáron 17 °C, a minimumrekord -4 °C, míg a maximum 28 °C. A Nap mintegy 3000 órát süt egy évben.

## Élővilág
A parknak legfőképpen a növényvilága értékes. Területén összesen 139 növényfajt írtak le, ebből 50 kizárólag a Kanári-szigeteken él, közülük 21 veszélyeztetett (ebből három faj helyzete kritikus). Reprezentatív fajai a Spartocytisus supranubius (helyi nevén retama), az Adenocarpus viscosus és a Chamaecytisus proliferus nevű bükkönyforma, a Descurainia bourgaeana és az Erysimum scoparium nevű káposztaféle, a Pterocephalus lasiospermus nevű mácsonyaforma, az Argyranthemum tenerifae nevű őszirózsaforma, a Nepeta teydea nevű macskamenta, a Scrophularia glabrata nevű görvélyfűféle, az Echium auberianum és az Echium wildpretii nevű kígyószisz, a Cheirolophus teydis nevű bogáncsforma, a Viola cheiranthifolia nevű ibolya, a Juniperus cedrus nevű boróka és a kanári fenyő.
Állatai közül a gerinctelenek emelendők ki leginkább, ebből több mint 1000-et ismernek itt, de mivel folyamatosan fedeznek fel újakat, ez a szám még emelkedhet. A gerincesek közül gyakran lehet találkozni hüllőkkel: itt fordul elő a kanári gyík galloti és eisentrauti alfaja, a Tarentola delalandii nevű gekkóalakú és a Chalcides viridanus nevű vakondgyíkféle. Egyetlen endémikus madara a kék pinty teydea alfaja, de jellegzetes még a vörös vércse, a kanári pityer, a hegyi billegető, a csilpcsalpfüzike, a kék cinege és a nagy őrgébics helyi alfaja is, valamint a kanárimadár. Az emlősök közül ötféle denevér (madeirai törpedenevér, alpesi denevér, szőröskarú koraidenevér, Kanári-szigeteki hosszúfülű-denevér, nagy szelindekdenevér) fordul elő, valamint be lettek telepítve nyulak és muflonok, amelyek a növényvilágra veszélyt jelentenek.

## Képek

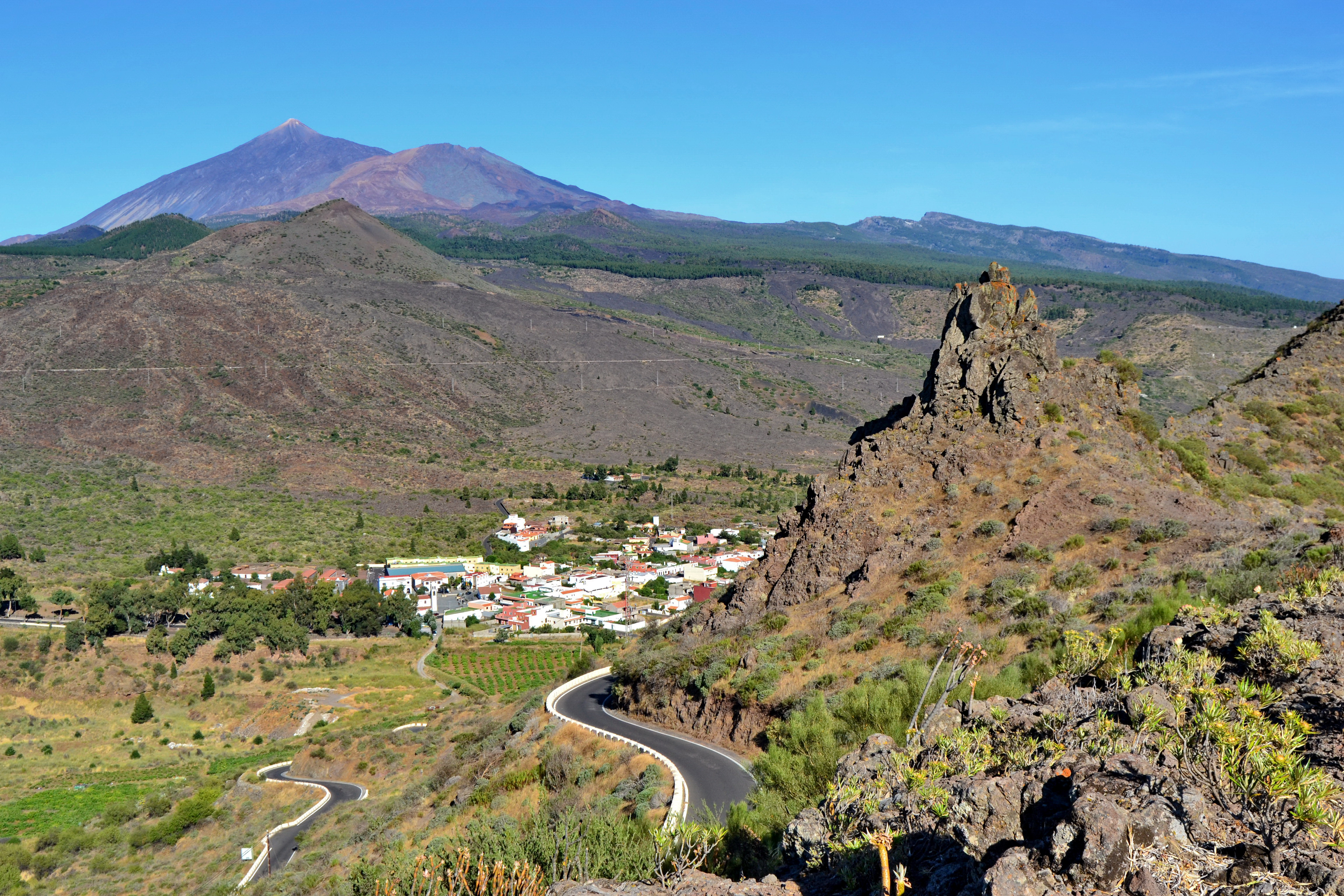
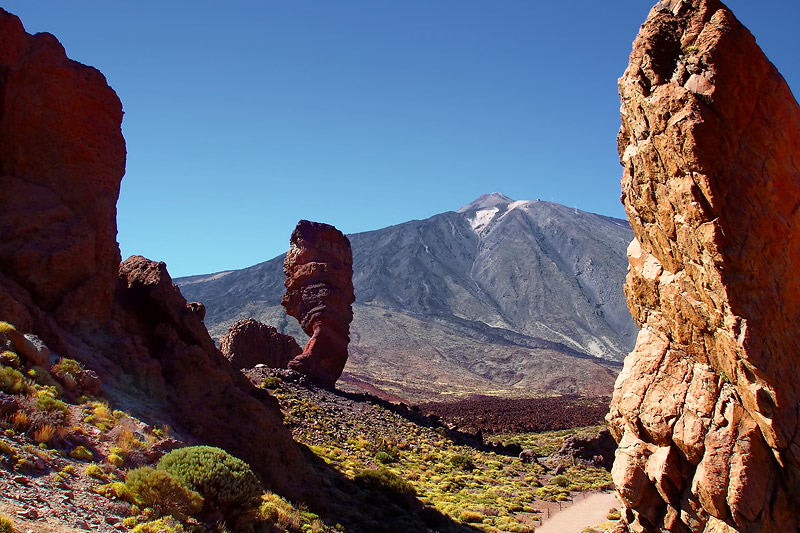
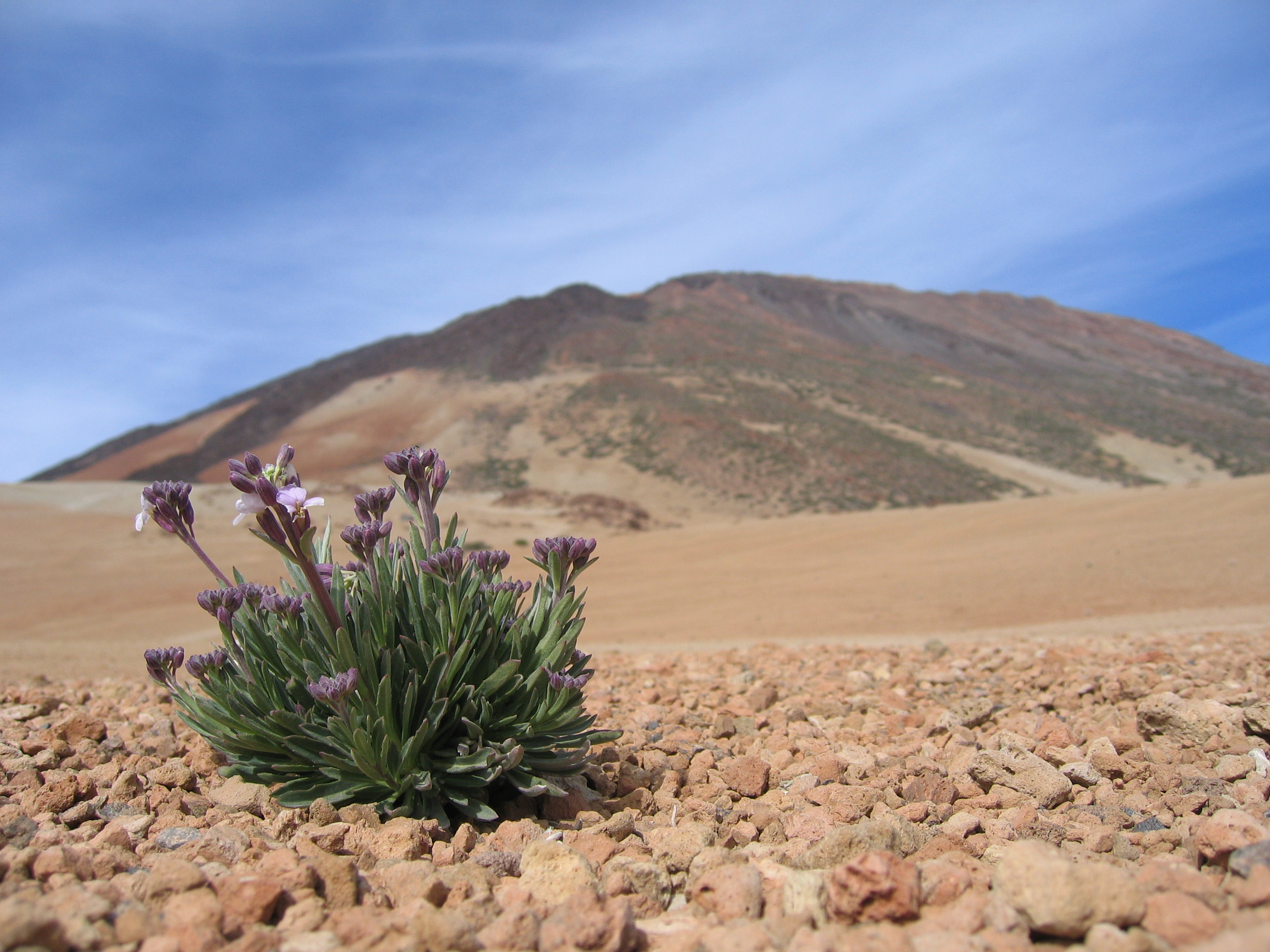
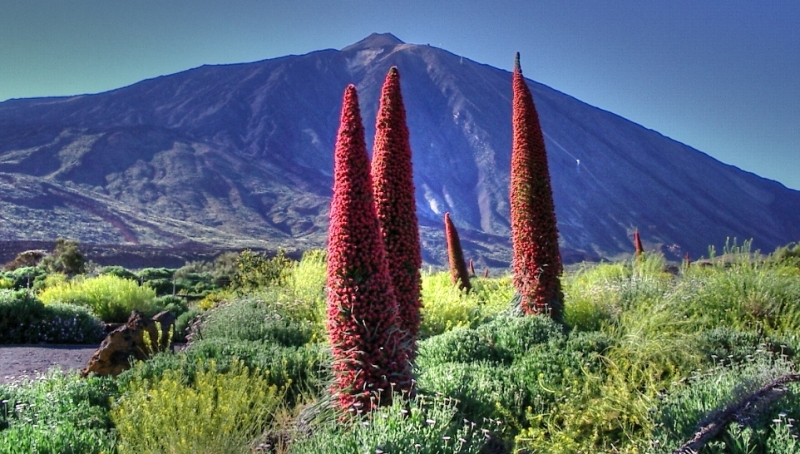